# Straßenhaus
Straßenhaus est une municipalité du Verbandsgemeinde Rengsdorf-Waldbreitbach, dans l'arrondissement de Neuwied, en Rhénanie-Palatinat, dans l'ouest de l'Allemagne.

## Jumelages

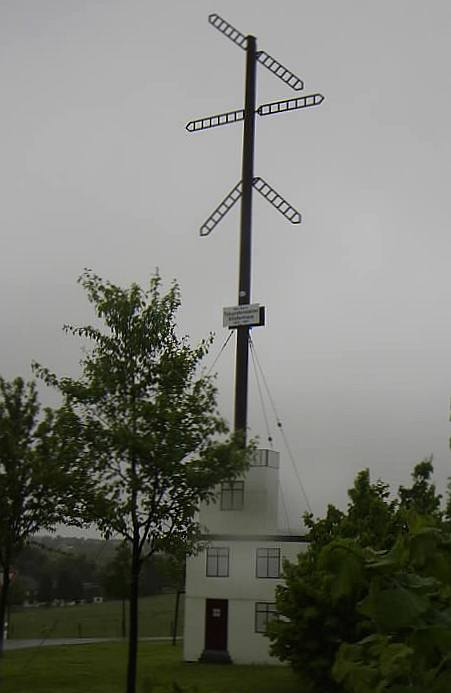
Reconstruction du télégraphe optique-mécanique prussien de Straßenhaus

- Ellingen (Allemagne) depuis 1991
- Hohenberg-Krusemark (Allemagne) depuis 1996